# Fanum de Blanzat
Pour un article plus général, voir Fanum.
Le fanum de Blanzat est un temple romain situé à Blanzat, commune française de la région d'Auvergne-Rhône-Alpes.

## Histoire
Le fanum de Blanzat, situé sur le plateau basaltique des côtes de Clermont, est un temple gallo-romain datant probablement du Ier ou IIe siècle après J.-C., construit dans le cadre d’un sanctuaire qui dominait la ville d'Augustonemetum (Clermont-Ferrand). Le site, occupé depuis le Néolithique et continuant à être fréquenté jusqu'au haut Moyen Âge, révèle des vestiges architecturaux significatifs, dont une cella carrée entourée d’une galerie et des éléments sculptés, notamment une colonne décorée d'oursons.

## Protection
Les vestiges archéologiques apparents sont inscrits par arrêté du 10 octobre 1991 au titre des monuments historiques.